# Roa australis
Roa australis är en fiskart som beskrevs av Kuiter 2004. Roa australis ingår i släktet Roa och familjen Chaetodontidae. IUCN kategoriserar arten globalt som livskraftig. Inga underarter finns listade i Catalogue of Life.